# ブレニャーノ
ブレニャーノ（伊: Bregnano）は、イタリア共和国ロンバルディア州コモ県にある、人口約6,400人の基礎自治体（コムーネ）。

## 地理

### 位置・広がり
コモ県南部のコムーネ。県都コモから南南西へ12km、モンツァから北西へ21km、州都ミラノから北北西へ28kmの距離にある。

#### 隣接コムーネ
隣接するコムーネは以下の通り。MBはモンツァ・エ・ブリアンツァ県所属。
- カドラーゴ - 北
- チェルメナーテ - 東
- ラッツァーテ (MB) - 南東
- ロヴェッラスカ - 南
- ロマッツォ - 西

### 地形・地勢
- 河川：ルーラ川 (it:Lura (fiume))

### 地震分類
イタリアの地震リスク階級 (it) では、4 に分類される
。

## 行政

### 分離集落
ブレニャーノには、以下の分離集落（フラツィオーネ）がある。
- Mengardo, Puginate, Gesiolo, San Giorgio, San Michele, San Rocco

## 交通

### 道路
- A36 (it:Autostrada A36 (Italia))